# Roncus dazbog
Roncus dazbog är en spindeldjursart som beskrevs av Bozidar P.M. Curcic och Legg 1994. Roncus dazbog ingår i släktet Roncus och familjen helplåtklokrypare. Inga underarter finns listade i Catalogue of Life.